# Sonic Heroes
Sonic Heroes (ソニック ヒーローズ Sonikku Hīrōzu?)  är ett datorspel/Tvspel som tillhör Sonic the Hedgehog serien. Sonic Heroes är ett plattformsspel som kom ut 2003 den 30 december och finns till plattformarna Windows, Nintendo GameCube, Playstation 2 och Xbox. Spelet är känt inom "Mario & Sonic at the Olympic Games"-serien tack vare dess låt "Sonic Heroes".